# IndyCar Series 2020
De IndyCar Series 2020 was het 25e kampioenschap van de IndyCar Series. Josef Newgarden was de regerend kampioen bij de coureurs. De 104e Indianapolis 500 werd gehouden op 23 augustus 2020 en werd gewonnen door Takuma Sato, die de race eerder in 2017 al won.
Het kampioenschap werd gewonnen door Chip Ganassi-coureur Scott Dixon, die zijn zesde titel behaalde. Regerend kampioen Josef Newgarden werd voor Team Penske tweede, terwijl Andretti Harding Steinbrenner Autosport-rijder Colton Herta derde werd in de eindstand.

## Schema
Op 1 september 2019 werd de oorspronkelijke kalender voor 2020 bekendgemaakt. De race op de Pocono Raceway keerde niet terug op de kalender en werd vervangen door een race op de Richmond Raceway. Vanwege de coronapandemie werd de seizoensstart echter met drie maanden uitgesteld en werden diverse races afgelast. In totaal gingen tien races niet door, werden er vijf races verplaatst en kwamen er vijf nieuwe races op de kalender.
| Rnd | Datum        | Race naam                                                        | Circuit                                     | Locatie                 |
| --- | ------------ | ---------------------------------------------------------------- | ------------------------------------------- | ----------------------- |
| 1   | 6 juni       | Genesys 300                                                      | Texas Motor Speedway                        | Fort Worth, Texas       |
| 2   | 4 juli       | GMR Grand Prix                                                   | Indianapolis Motor Speedway (binnencircuit) | Speedway, Indiana       |
| 3   | 11 juli      | REV Group Grand Prix Presented by AMR Doubleheader               | Road America                                | Elkhart Lake, Wisconsin |
| 4   | 12 juli      | REV Group Grand Prix Presented by AMR Doubleheader               | Road America                                | Elkhart Lake, Wisconsin |
| 5   | 17 juli      | Iowa INDYCAR 250s                                                | Iowa Speedway                               | Newton, Iowa            |
| 6   | 18 juli      | Iowa INDYCAR 250s                                                | Iowa Speedway                               | Newton, Iowa            |
| 7   | 23 augustus  | 104th Running of the Indianapolis 500 presented by Gainbridge    | Indianapolis Motor Speedway                 | Speedway, Indiana       |
| 8   | 29 augustus  | Bommarito Automotive Group 500 presented by Axalta and Valvoline | World Wide Technology Raceway               | Madison, Illinois       |
| 9   | 30 augustus  | Bommarito Automotive Group 500 presented by Axalta and Valvoline | World Wide Technology Raceway               | Madison, Illinois       |
| 10  | 12 september | Honda Indy 200 at Mid-Ohio                                       | Mid-Ohio Sports Car Course                  | Lexington, Ohio         |
| 11  | 13 september | Honda Indy 200 at Mid-Ohio                                       | Mid-Ohio Sports Car Course                  | Lexington, Ohio         |
| 12  | 2 oktober    | INDYCAR Harvest GP                                               | Indianapolis Motor Speedway (binnencircuit) | Speedway, Indiana       |
| 13  | 3 oktober    | INDYCAR Harvest GP                                               | Indianapolis Motor Speedway (binnencircuit) | Speedway, Indiana       |
| 14  | 25 oktober   | Firestone Grand Prix of St. Petersburg                           | Stratencircuit St. Petersburg               | St. Petersburg, Florida |

Afgelaste races naar aanleiding van de Coronapandemie
| Datum        | Race naam                                                  | Circuit                         | Locatie                |
| ------------ | ---------------------------------------------------------- | ------------------------------- | ---------------------- |
| 5 april      | Honda Indy Grand Prix of Alabama                           | Barber Motorsports Park         | Birmingham, Alabama    |
| 19 april     | Acura Grand Prix of Long Beach                             | Stratencircuit Long Beach       | Long Beach, Californië |
| 26 april     | AutoNation IndyCar Challenge                               | Circuit of the Americas         | Austin, Texas          |
| 30 mei       | Chevrolet Detroit Grand Prix Presented by Lear Corporation | Belle Isle Park                 | Detroit, Michigan      |
| 31 mei       | Chevrolet Detroit Grand Prix Presented by Lear Corporation | Belle Isle Park                 | Detroit, Michigan      |
| 27 juni      | Indy Richmond 300                                          | Richmond Raceway                | Richmond, Virginia     |
| 12 juli      | Honda Indy Toronto                                         | Stratencircuit Toronto          | Toronto, Ontario       |
| 13 september | Grand Prix of Portland                                     | Portland International Raceway  | Portland, Oregon       |
| 19 september | Firestone Grand Prix of Monterey                           | WeatherTech Raceway Laguna Seca | Monterey, Californië   |
| 20 september | Firestone Grand Prix of Monterey                           | WeatherTech Raceway Laguna Seca | Monterey, Californië   |

## Teams en rijders
| Team                                                          | Motor     | Nr | Rijders              | Races         |
| ------------------------------------------------------------- | --------- | -- | -------------------- | ------------- |
| Team Penske                                                   | Chevrolet | 1  | Josef Newgarden      | Alle          |
| Team Penske                                                   | Chevrolet | 3  | Hélio Castroneves    | 7             |
| Team Penske                                                   | Chevrolet | 3  | Scott McLaughlin (R) | 14            |
| Team Penske                                                   | Chevrolet | 12 | Will Power           | Alle          |
| Team Penske                                                   | Chevrolet | 22 | Simon Pagenaud       | Alle          |
| A.J. Foyt Enterprises                                         | Chevrolet | 4  | Charlie Kimball      | Alle          |
| A.J. Foyt Enterprises                                         | Chevrolet | 14 | Tony Kanaan          | 1, 5-9        |
| A.J. Foyt Enterprises                                         | Chevrolet | 14 | Sébastien Bourdais   | 12-14         |
| A.J. Foyt Enterprises                                         | Chevrolet | 14 | Dalton Kellett (R)   | 2-4, 10-11    |
| A.J. Foyt Enterprises                                         | Chevrolet | 41 | Dalton Kellett (R)   | 7, 12-13      |
| Arrow McLaren SP                                              | Chevrolet | 5  | Patricio O'Ward      | Alle          |
| Arrow McLaren SP                                              | Chevrolet | 7  | Oliver Askew (R)     | 1-11, 14      |
| Arrow McLaren SP                                              | Chevrolet | 7  | Hélio Castroneves    | 12-13         |
| Arrow McLaren SP                                              | Chevrolet | 66 | Fernando Alonso (R)  | 7             |
| Chip Ganassi Racing                                           | Honda     | 8  | Marcus Ericsson      | Alle          |
| Chip Ganassi Racing                                           | Honda     | 9  | Scott Dixon          | Alle          |
| Chip Ganassi Racing                                           | Honda     | 10 | Felix Rosenqvist     | Alle          |
| Rahal Letterman Lanigan Racing                                | Honda     | 15 | Graham Rahal         | Alle          |
| Rahal Letterman Lanigan Racing                                | Honda     | 30 | Takuma Sato          | Alle          |
| Rahal Letterman Lanigan Racing with Citrone/Buhl Autosport    | Honda     | 45 | Spencer Pigot        | 2, 7          |
| Dale Coyne Racing with Vasser-Sullivan                        | Honda     | 18 | Santino Ferrucci     | Alle          |
| Dale Coyne Racing with Rick Ware Racing & Byrd Belardi        | Honda     | 51 | James Davison (R)    | 7             |
| Dale Coyne Racing with Team Goh                               | Honda     | 55 | Álex Palou (R)       | Alle          |
| Ed Carpenter Racing                                           | Chevrolet | 20 | Ed Carpenter         | 1, 5-9        |
| Ed Carpenter Racing                                           | Chevrolet | 20 | Conor Daly           | 2-4, 10-14    |
| Ed Carpenter Racing                                           | Chevrolet | 47 | Conor Daly           | 7             |
| Ed Carpenter Racing                                           | Chevrolet | 21 | Rinus VeeKay (R)     | Alle          |
| Dreyer & Reinbold Racing                                      | Chevrolet | 24 | Sage Karam           | 2, 7, 12-13   |
| Dreyer & Reinbold Racing                                      | Chevrolet | 67 | J.R. Hildebrand      | 7             |
| Andretti Autosport                                            | Honda     | 26 | Zach Veach           | 1-11          |
| Andretti Autosport                                            | Honda     | 26 | James Hinchcliffe    | 12-14         |
| Andretti Autosport                                            | Honda     | 29 | James Hinchcliffe    | 1-2, 7        |
| Andretti Autosport                                            | Honda     | 27 | Alexander Rossi      | Alle          |
| Andretti Autosport                                            | Honda     | 28 | Ryan Hunter-Reay     | Alle          |
| Andretti Harding Steinbrenner Autosport                       | Honda     | 88 | Colton Herta         | Alle          |
| Andretti Herta Autosport with Marco Andretti & Curb-Agajanian | Honda     | 98 | Marco Andretti       | Alle          |
| Carlin                                                        | Chevrolet | 59 | Conor Daly           | 1, 5-6, 8-9   |
| Carlin                                                        | Chevrolet | 59 | Max Chilton          | 2-4, 7, 10-14 |
| Meyer Shank Racing                                            | Honda     | 60 | Jack Harvey          | Alle          |
| DragonSpeed                                                   | Chevrolet | 81 | Ben Hanley (R)       | 7             |

## Uitslagen
| Ronde | Race             | Poleposition    | Snelste ronde     | Meeste ronden aan de leiding | Winnaar          | Winnaar                                 | Winnaar      | Verslag |
| Ronde | Race             | Poleposition    | Snelste ronde     | Meeste ronden aan de leiding | Coureur          | Team                                    | Constructeur | Verslag |
| ----- | ---------------- | --------------- | ----------------- | ---------------------------- | ---------------- | --------------------------------------- | ------------ | ------- |
| 1     | Texas            | Josef Newgarden | Felix Rosenqvist  | Scott Dixon                  | Scott Dixon      | Chip Ganassi Racing                     | Honda        | Verslag |
| 2     | Indianapolis GP  | Will Power      | Scott Dixon       | Will Power                   | Scott Dixon      | Chip Ganassi Racing                     | Honda        | Verslag |
| 3     | Road America     | Josef Newgarden | Marco Andretti    | Josef Newgarden              | Scott Dixon      | Chip Ganassi Racing                     | Honda        | Verslag |
| 4     | Road America     | Patricio O'Ward | Felix Rosenqvist  | Patricio O'Ward              | Felix Rosenqvist | Chip Ganassi Racing                     | Honda        | Verslag |
| 5     | Iowa             | Conor Daly      | Conor Daly        | Simon Pagenaud               | Simon Pagenaud   | Team Penske                             | Chevrolet    | Verslag |
| 6     | Iowa             | Josef Newgarden | Josef Newgarden   | Josef Newgarden              | Josef Newgarden  | Team Penske                             | Chevrolet    | Verslag |
| 7     | Indianapolis 500 | Marco Andretti  | James Hinchcliffe | Scott Dixon                  | Takuma Sato      | Rahal Letterman Lanigan Racing          | Honda        | Verslag |
| 8     | Gateway          | Will Power      | Takuma Sato       | Patricio O'Ward              | Scott Dixon      | Chip Ganassi Racing                     | Honda        | Verslag |
| 9     | Gateway          | Takuma Sato     | Álex Palou        | Takuma Sato                  | Josef Newgarden  | Team Penske                             | Chevrolet    | Verslag |
| 10    | Mid-Ohio         | Will Power      | Patricio O'Ward   | Will Power                   | Will Power       | Team Penske                             | Chevrolet    | Verslag |
| 11    | Mid-Ohio         | Colton Herta    | Scott Dixon       | Colton Herta                 | Colton Herta     | Andretti Harding Steinbrenner Autosport | Honda        | Verslag |
| 12    | Harvest GP       | Rinus VeeKay    | Rinus VeeKay      | Josef Newgarden              | Josef Newgarden  | Team Penske                             | Chevrolet    | Verslag |
| 13    | Harvest GP       | Will Power      | Simon Pagenaud    | Will Power                   | Will Power       | Team Penske                             | Chevrolet    | Verslag |
| 14    | St. Petersburg   | Will Power      | Marcus Ericsson   | Alexander Rossi              | Josef Newgarden  | Team Penske                             | Chevrolet    | Verslag |

## Kampioenschap
| Pos | Rijder             | TEX | IMS | RDA | RDA | IOW | IOW | INDY | GAT | GAT | MDO | MDO | IMS | IMS | STP | Punten |
| --- | ------------------ | --- | --- | --- | --- | --- | --- | ---- | --- | --- | --- | --- | --- | --- | --- | ------ |
| 1   | Scott Dixon        | 1*  | 1   | 1   | 12  | 2   | 5   | 2*2  | 1   | 5   | 10  | 10  | 9   | 8   | 3   | 537    |
| 2   | Josef Newgarden    | 3   | 7   | 14* | 9   | 5   | 1*  | 5    | 12  | 1   | 2   | 8   | 1*  | 4   | 1   | 521    |
| 3   | Colton Herta       | 7   | 4   | 5   | 5   | 20  | 19  | 8    | 4   | 6   | 9   | 1*  | 4   | 2   | 11  | 421    |
| 4   | Patricio O'Ward    | 12  | 8   | 8   | 2*  | 4   | 12  | 6    | 3*  | 2   | 11  | 9   | 22  | 5   | 2   | 416    |
| 5   | Will Power         | 13  | 20  | 2   | 11  | 21  | 2   | 14   | 17  | 3   | 1   | 7   | 6   | 1*  | 24  | 396    |
| 6   | Graham Rahal       | 17  | 2   | 7   | 23  | 12  | 3   | 38   | 18  | 20  | 4   | 4   | 7   | 7   | 9   | 377    |
| 7   | Takuma Sato        | DNS | 10  | 9   | 8   | 10  | 21  | 13   | 2   | 9*  | 17  | 18  | 18  | 14  | 10  | 348    |
| 8   | Simon Pagenaud     | 2   | 3   | 12  | 13  | 1*  | 4   | 22   | 19  | 16  | 18  | 6   | 16  | 10  | 6   | 339    |
| 9   | Alexander Rossi    | 15  | 25  | 19  | 3   | 6   | 8   | 279  | 22  | 14  | 3   | 2   | 2   | 3   | 21  | 317    |
| 10  | Ryan Hunter-Reay   | 8   | 13  | 4   | 22  | 16  | 22  | 105  | 7   | 11  | 5   | 3   | 19  | 16  | 5   | 315    |
| 11  | Felix Rosenqvist   | 20  | 15  | 18  | 1   | 14  | 15  | 12   | 8   | 7   | 6   | 22  | 5   | 11  | 18  | 306    |
| 12  | Marcus Ericsson    | 19  | 6   | 10  | 4   | 9   | 9   | 32   | 5   | 23  | 15  | 5   | 10  | 15  | 7   | 291    |
| 13  | Santino Ferrucci   | 21  | 9   | 6   | 6   | 13  | 18  | 4    | 16  | 10  | 14  | 14  | 15  | 12  | 23  | 290    |
| 14  | Rinus VeeKay       | 22  | 5   | 13  | 14  | 19  | 17  | 204  | 6   | 4   | 8   | 11  | 3   | 17  | 15  | 289    |
| 15  | Jack Harvey        | 16  | 17  | 23  | 17  | 7   | 7   | 9    | 11  | 13  | 7   | 12  | 8   | 6   | 19  | 288    |
| 16  | Álex Palou         | 23  | 19  | 3   | 7   | 11  | 14  | 287  | 15  | 12  | 12  | 23  | 17  | 9   | 13  | 238    |
| 17  | Conor Daly         | 6   | 12  | 21  | 18  | 8   | 13  | 29   | 10  | 8   | 13  | 16  | 12  | 20  | 17  | 237    |
| 18  | Charlie Kimball    | 11  | 18  | 11  | 10  | 17  | 16  | 18   | 13  | 18  | 21  | 19  | 13  | 23  | 8   | 218    |
| 19  | Oliver Askew       | 9   | 26  | 15  | 21  | 3   | 6   | 30   | 14  | 17  | 19  | 15  |     |     | 16  | 195    |
| 20  | Marco Andretti     | 14  | 22  | 22  | 19  | 22  | 10  | 131  | 23  | 15  | 23  | 20  | 25  | 22  | 20  | 176    |
| 21  | Zach Veach         | 4   | 14  | 16  | 16  | 23  | 20  | 15   | 21  | 22  | 20  | 17  |     |     |     | 166    |
| 22  | Max Chilton        |     | 16  | 17  | 15  |     |     | 17   |     |     | 16  | 13  | 11  | 19  | 12  | 147    |
| 23  | James Hinchcliffe  | 18  | 11  |     |     |     |     | 76   |     |     |     |     | 14  | 13  | 14  | 138    |
| 24  | Tony Kanaan        | 10  |     |     |     | 18  | 11  | 19   | 9   | 19  |     |     |     |     |     | 106    |
| 25  | Ed Carpenter       | 5   |     |     |     | 15  | 23  | 26   | 20  | 21  |     |     |     |     |     | 81     |
| 26  | Dalton Kellett     |     | 21  | 20  | 20  |     |     | 31   |     |     | 22  | 21  | 24  | 25  |     | 67     |
| 27  | Hélio Castroneves  |     |     |     |     |     |     | 11   |     |     |     |     | 20  | 21  |     | 57     |
| 28  | Sébastien Bourdais |     |     |     |     |     |     |      |     |     |     |     | 21  | 18  | 4   | 53     |
| 29  | Sage Karam         |     | 23  |     |     |     |     | 24   |     |     |     |     | 23  | 24  |     | 32     |
| 30  | J.R. Hildebrand    |     |     |     |     |     |     | 16   |     |     |     |     |     |     |     | 28     |
| 31  | Fernando Alonso    |     |     |     |     |     |     | 21   |     |     |     |     |     |     |     | 18     |
| 32  | Spencer Pigot      |     | 24  |     |     |     |     | 25   |     |     |     |     |     |     |     | 17     |
| 33  | Ben Hanley         |     |     |     |     |     |     | 23   |     |     |     |     |     |     |     | 14     |
| 34  | James Davison      |     |     |     |     |     |     | 33   |     |     |     |     |     |     |     | 10     |
| 35  | Scott McLaughlin   |     |     |     |     |     |     |      |     |     |     |     |     |     | 22  | 8      |
| Pos | Rijder             | TEX | IMS | RDA | RDA | IOW | IOW | INDY | GAT | GAT | MDO | MDO | IMS | IMS | STP | Punten |

| Kleur               | Resultaat                                             |
| ------------------- | ----------------------------------------------------- |
| Goud                | Winnaar                                               |
| Zilver              | 2de plaats                                            |
| Brons               | 3de plaats                                            |
| Groen               | 4de en 5de plaats                                     |
| Lichtblauw          | 6de–10de plaats                                       |
| Donkerblauw         | Gefinisht (buiten de Top 10)                          |
| Paars               | Niet gefinisht                                        |
| Rood                | Niet gekwalificeerd (DNQ)                             |
| Bruin               | Teruggetrokken (Wth)                                  |
| Zwart               | Gediskwalificeerd (DSQ)                               |
| Wit                 | Niet Gestart (DNS)                                    |
| Blank               | Nam geen deel aan de race (DNP)                       |
| Blank               | Niet geracet                                          |
| Toegevoegde info    |                                                       |
| vet                 | Pole positie (1 punt, behalve Indy)                   |
| *                   | Meeste ronden aan de leiding (2 punten)               |
| cursief             | Snelste ronde                                         |
| 1-9                 | Kwalificatiepositie Indy 500                          |
| C                   | Kwalificatie geannuleerd, geen bonuspunten uitgedeeld |
| Rookie van het jaar |                                                       |
| Rookie              |                                                       |

| Positie                       | 1   | 2  | 3  | 4  | 5  | 6  | 7  | 8  | 9  | 10 | 11 | 12 | 13 | 14 | 15 | 16 | 17 | 18 | 19 | 20 | 21 | 22 | 23 | 24 | 25 | 26 | 27 | 28 | 29 | 30 | 31 | 32 | 33 |
| ----------------------------- | --- | -- | -- | -- | -- | -- | -- | -- | -- | -- | -- | -- | -- | -- | -- | -- | -- | -- | -- | -- | -- | -- | -- | -- | -- | -- | -- | -- | -- | -- | -- | -- | -- |
| Punten                        | 50  | 40 | 35 | 32 | 30 | 28 | 26 | 24 | 22 | 20 | 19 | 18 | 17 | 16 | 15 | 14 | 13 | 12 | 11 | 10 | 9  | 8  | 7  | 6  | 5  | 5  | 5  | 5  | 5  | 5  | 5  | 5  | 5  |
| Indianapolis 500              | 100 | 80 | 70 | 64 | 60 | 56 | 52 | 48 | 44 | 40 | 38 | 36 | 34 | 32 | 30 | 28 | 26 | 24 | 22 | 20 | 18 | 16 | 14 | 12 | 10 | 10 | 10 | 10 | 10 | 10 | 10 | 10 | 10 |
| Indianapolis 500 kwalificatie | 9   | 8  | 7  | 6  | 5  | 4  | 3  | 2  | 1  |    |    |    |    |    |    |    |    |    |    |    |    |    |    |    |    |    |    |    |    |    |    |    |    |